# Sävsjön (Hycklinge socken, Östergötland, 641387-150949)
Sävsjön är en sjö i Kinda kommun i Östergötland och ingår i Botorpsströmmens huvudavrinningsområde.